# Colonia (Band)

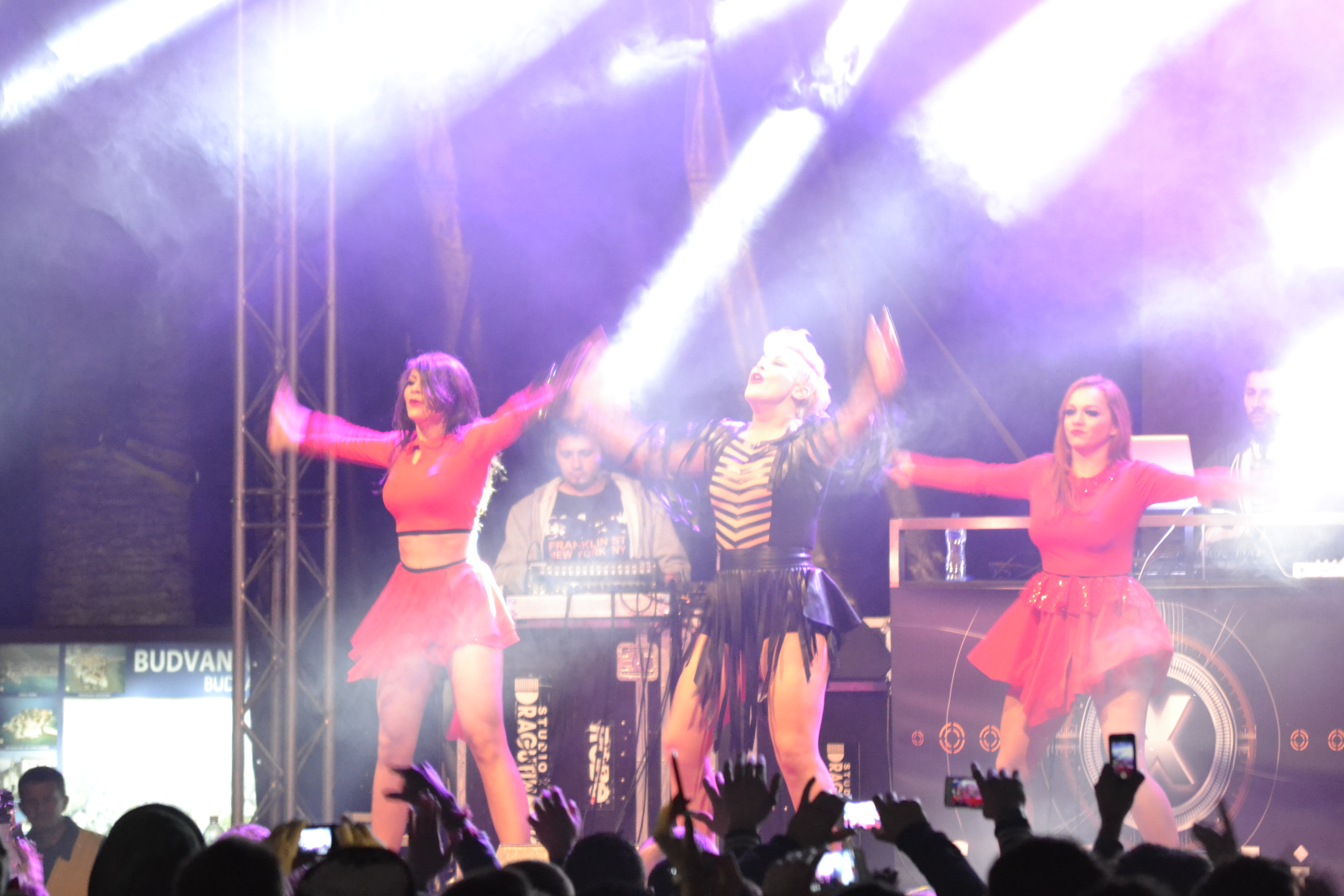
Konzert der Band Colonia in Budva (Montenegro), 2. Mai 2015

Colonia ist eine erfolgreiche kroatische Pop-Band aus Vinkovci. Die Band besteht aus drei Mitgliedern und zeichnet sich durch einen individuellen Pop und Dance-Sound aus. Am 31. Mai 2017 gab die Leadsängerin Indira Levak auf Instagram ihren Ausstieg aus der Band bekannt. Ihren Platz übernahm die kroatische Sängerin Ivana Lovric.
Zwei der Mitglieder, Boris und Tomislav, waren vor der Gründung Colonias Radiomoderatoren, Produzenten und DJs in verschiedenen Clubs, weshalb sich die Band für einen Dance-Sound entschieden hat. Der Name „Colonia“ wurde aus dem lateinischen Namen der Stadt Vinkovci abgeleitet, in der Boris und Tomislav aufgewachsen sind.

## Leistungen & Erfolge
Das Debütalbum von Colonia verkaufte sich ca. 36.000 Mal, das zweite Album über 42.000 Mal und das dritte Album über 60.000 Mal. Vom vierten Album Milijun milja od nigdje wurden in Kroatien in weniger als einem Monat mehr als 50.000, sowie weltweit über 300.000 Kopien verkauft. Es ist das am häufigsten verkaufte Album der letzten zehn Jahre in Kroatien.
Colonia feierte auch außerhalb Kroatiens Erfolge; so ist die Band eine der populärsten Interpreten in Tschechien und der Slowakei.
In Asien erreichte Colonias Song Deja vu im Jahr 2001 den ersten Platz der asiatischen Charts und wurde von der japanischen Gruppe Kinki Kids gecovert, die mit ihrer Version wiederum Platz 1 der Charts erreichen konnten.
Im Januar 2004 veröffentlichte die Band ihren Song Za tvoje snene oči auf Englisch unter dem Titel A little bit of Uh La La. Der Text der englischen Version wurde von Mary Susan Applegate geschrieben, die schon Lieder für Céline Dion, Modern Talking, No Mercy, Nena, La Bouche, Jennifer Rush und Boney M. geschrieben hat. Die Single wurde erfolgreich in 36 Ländern veröffentlicht und konnte sich in den kanadischen Dance-Charts Platz 1 sichern. Auch in Korea veröffentlichte die Band mehrere Songs auf Kroatisch.
Nach dem fünften und sechsten Studio-Album, die ähnliche Erfolge wie ihre Vorgänger hatten, erschien im Sommer 2005 in Kroatien, Bosnien und Herzegowina und Slowenien das mittlerweile siebte Studio-Album Colonias Najbolje od svega, welches nach einer gleichnamigen Single benannt wurde. Die Verkaufszahlen waren hoch, so dass man sich entschloss, das Album auch in anderen europäischen Ländern zu veröffentlichen. Am 1. Juli 2006 erschien das Album in der Ukraine, in Russland, Belarus, Kasachstan, Slowakei und Tschechien. Dabei wurde die Single Tako sexy auf Englisch neu eingesungen (so sexy) und wurde zur Promotion des Albums in diesen Ländern veröffentlicht.
Am 5. Dezember 2006 veröffentlichte die Band ihr achtes Studio-Album in Kroatien und mehreren Nachbarländern. Dieses trägt den Titel Do kraja (dt.: Bis zum Ende), benannt nach einem Song, welcher als erste Singleauskopplung veröffentlicht wurde und gleichzeitig Titelsong der dritten kroatischen Big Brother-Staffel war. Das Album avancierte dadurch ebenfalls zu einem großen Erfolg. Im Sommer 2007 erschien es als Limited Edition.
Am 23. Juni 2008 erschien Colonias mittlerweile neuntes Studioalbum mit dem Titel Pod sretnom zvijezdom. Neben zwölf neuen Tracks und immer aufwändigeren computeranimierten Videos-Clips, die in Kooperation mit der deutschen Firma DWH-Consult produziert wurden, befindet sich auf diesem Album eine neue Version von Sexy Body, einem der noch heute populärsten Tracks der Band. Der Song Pod sretnom zvijezdom (dt.: Unter einem glücklichen Stern), nach welchem das Album benannt wurde, diente bereits Anfang 2008 der fünften kroatischen Big Brother-Staffel als Titelsong. Zudem coverte Colonia Nisi ti više crno vino. Das ist ein Song, der von vielen Künstlern, wie beispielsweise Danijela Martinović, bereits gecovert wurde. Als erste Singleauskopplung wurde er aus dem Album Mirno More (dt.: Ruhiges Meer) veröffentlicht. Anfang 2009 folgte Gukni Golube (dt.: Rede, Taube), im Duett mit der Gruppe Slavonia Band, als zweite Single.
Weiterhin ist die Band auf dem Hrvatski Radijski Festival 2009 (dt.: Kroatisches Radio-Festival) aufgetreten. Hierzu wurde eine neue Single mit dem Titel Lažu oči moje (dt.: Meine Augen lügen) aufgenommen, mit der Colonia teilnahm. Im Sommer 2009 wurde das Lied Još Jedan Zagrljaj, eine Co-Produktion mit Colonia, auf dem dritten Album von Shorty veröffentlicht.
Colonia veröffentlichte bisher 12 Studio-Alben, 3 „Best of“-Alben und 40 Singles.

## Die Mitglieder & die Gründung

### Indira (bis 2017)
Indira (Ira) Vladić-Mujkić war bis März 2017 die Sängerin und Frontfrau der Band. Sie wurde am 15. September 1973 in Županja geboren. Mit bereits neun Jahren besuchte Indira die Musikschule „Srećko Albini“ in Županja. Dort verblieb sie ganze sechs Jahre.
Mit zwölf Jahren wurde sie Mitglied im Županja-Orchester, in dem sie dreizehn Jahre lang Klarinette spielte. Ab Herbst 1993 arbeitete Indira in der Staatskanzlei von Županja.
Als Indira Boris kennenlernte und dieser ihr Talent entdeckte, bot er ihr den Platz der Frontfrau und Sängerin der damals noch namenlosen und unbekannten Band an.

### Boris
Boris Đurđević, geboren am 15. Februar 1973 in Vinkovci, ist der Autor aller Texte und Melodien Colonias. Zusammen mit Tomislav ist er der Produzent der Gruppe.
Boris gründete schon während seiner Schulzeit eine Rap-Band, in der er seine ersten Lieder verfasste. Anfang der 1990er gründete Boris erneut eine Band, mit der er Demo-Tapes an verschiedene Plattenfirmen schickte. Die Band bekam nur Absagen, da sie auf einen Disco-Sound setzte, der zu der Zeit aus der Mode geriet.
1993 kehrte Boris zurück nach Vinkovci, wo er beim Radiosender VFM eine Stelle als Moderator erhielt und nebenbei als DJ und Produzent tätig war. Durch seine Tätigkeiten lernte er Tomislav und Indira kennen und gründete mit den beiden eine neue Band.
Im CBS-Studio (Crno Bijeli Svijet, Plattenfirma) nehmen die drei ihre erste Single „Nek vatre gore sve“ auf, welche auf vielen Radiostationen Kroatiens gespielt wurde. Durch diesen Erfolg erhielten Indira, Boris und Tomislav ihren ersten Plattenvertrag bei CBS.

### Tomislav
Tomislav Jelić, alias DJ Kameni, (* 2. Mai 1973 in Vinkovci) lebte im damaligen Dorf heute Stadt Otok (Vinkovci) in der Nähe von Vinkovci und ist der Produzent und Manager von Colonia. Er arbeitete mehrere Jahre lang als DJ in verschiedenen Clubs und Discotheken sowie bei der Radiostation VFM, wo er Boris und Indira kennengelernt hatte.

## Diskografie

### Studioalben
- 1997: Vatra i led
- 1999: Ritam ljubavi
- 2000: Jača nego ikad (HR: Diamant)[5]
- 2001: Milijun milja od nigdje (HR: Diamant)
- 2002: Izgubljeni svijet
- 2003: Dolazi oluja (HR: Gold)
- 2005: Najbolje od svega
- 2006: Do kraja
- 2008: Pod sretnom zvijezdom
- 2010: X
- 2013: Tvrdava
- 2015: Feniks
- 2018: Nova Era

### Kompilationen
- 2001: The Best of Volume 1 (HR: Silber)
- 2005: Gold Edition
- 2010: Retroactive Early Years

### Singles
Hinweis: In Kroatien ist es eher unüblich, Maxi-CDs zu veröffentlichen. Hier aufgeführte Lieder dienen daher zur Promotion des jeweiligen Albums und werden als Radio-Singles veröffentlicht, meist mit einem dazugehörigen Video-Clip. Die Bezeichnung maxi gibt an, welche Singles tatsächlich als Maxi-CDs veröffentlicht wurden.
| Aus Vatra I Led (1997): - Nek’ Vatre Gore Sve - Sve Oko Mene Je Grijeh - Vatra I Led - Dio Nje - Red Light Zone Aus Ritam Ljubavi (1999): - U Ritmu Ljubavi - Lady Blue - Ti - Njeno Ime Ne Zovi U Snu Aus Jača Nego Ikad (2000): - Ljubav Ne Stanuje Tu - Sexy Body - Ti Da Bu Di Bu Da - Déjà Vu - Budi Mi Zbogom | Aus Milijun Milja Od Nigdje (2001): - Za Tvoje Snene Oči - Svijet Voli Pobjednike - Milijun Milja Od Nigdje - Nevjera Aus Izgubljeni svijet (2002): - Oduzimaš Mi Dah (maxi) - Svjetla Grada (maxi) - Na Tvojoj Strani Postelje - A Little Bit Of Uh La La (European release) Aus Dolazi Oluja (2003): - C’est La Vie - Plamen Od Ljubavi - Luda Za Tobom - Običan Dan (maxi) Aus Najbolje Od Svega (2005): - Najbolje Od Svega | - Nema Nade - Tako Sexy - So Sexy (internationale, englische Version) - Sad Te Ima Sad Te Nema - Varalico Aus Do Kraja (2006): - Do Kraja - Fjaka - Pogledom Me Skini Aus Pod Sretnom Zvijezdom (2008): - Mirno More (maxi) - Gukni Golube (feat. Slavonia Band) - Avantura zove me (maxi) - Lažu oči moje (Non-Album-Track) (maxi) Aus X (2010): - Zavoli me u prolazu - Daj, daj - Nedodirljiva - Bijela zastava |